# Pobreza na Ucrânia
A pobreza na Ucrânia aumentou após a Guerra Fria e então diminuiu substancialmente, antes de se achatar no século XXI.

## História

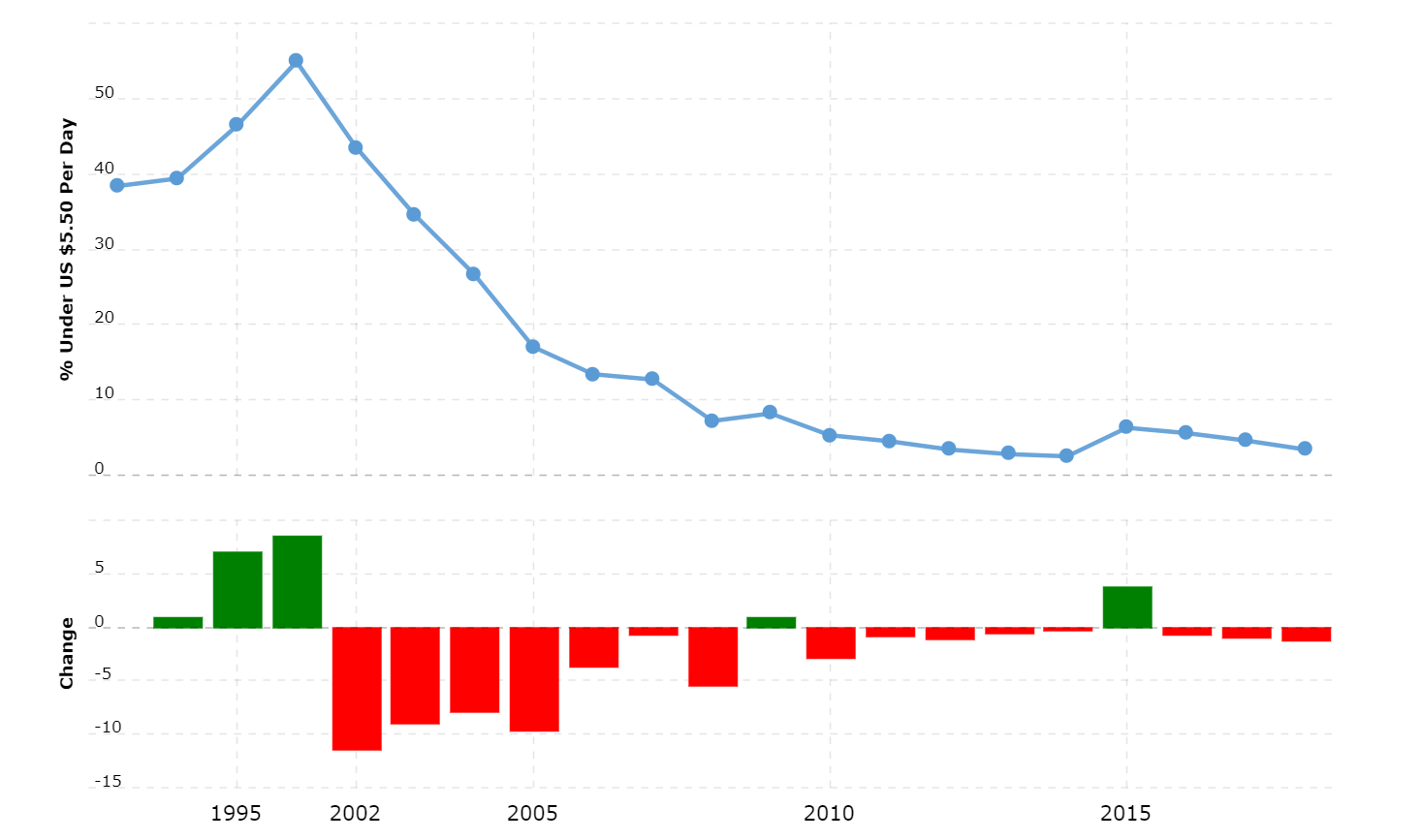
Taxa de pobreza da Ucrânia

Em 2003, as expectativas de um safra ruim de grãos fizeram com que os preços dos produtos alimentícios básicos disparassem no final da primavera. A reação inicial do governo foi controlar os preços, restringindo a lucratividade do produtor e as marcações no varejo. Em alguns oblasts, a intervenção direta do governo foi substituída por transferências de dinheiro para grupos vulneráveis.
De 2008 a 2013, o nível de pobreza na Ucrânia aumentou ou diminuiu ligeiramente. Seu valor máximo foi de 25,8% em 2011. A pobreza aumentou drasticamente após a anexação da Crimeia e o início da guerra no leste ucraniano. Em 2014, a taxa de pobreza era de 28,6%, e no ano seguinte dobrou para 58,3%. Em 2016, a taxa de pobreza atingiu 58,6%. Após atingir o pico em 2015-2016, começou a diminuir: 2017 - 47,3%, 2018 - 43,2%; 2019 - 37,8%. Em 2018, 1,3% da população era extremamente pobre, definida como vivendo com menos de US $ 5 por dia. A maioria da população pode atender às necessidades básicas. No entanto, eles não têm renda extra. Os ricos representam cerca de 5%.

## Impactos da COVID-19
O Instituto MV Ptukha de Demografia e Pesquisa Social da Academia Nacional de Ciências publicou um estudo sobre o impacto da COVID-19 na pobreza. De acordo com seus resultados, no final de 2020, 45% da população da Ucrânia se enquadrava na categoria de pobre. O estudo afirma que esse valor foi 6,5 pontos percentuais maior do que em 2019. Um estudo pré-COVID-19 previu que a taxa de pobreza em 2020 seria de 31,2%. O estudo afirma que o aumento real da pobreza foi de 13,8 pontos percentuais.
De acordo com o estudo, 60% dos entrevistados disseram que tiveram perdas financeiras - 38% tiveram uma queda na renda regular, 16% perderam totalmente a renda e 14% perderam seus empregos. Os resultados refletem as conclusões de maio do Ministério da Política Social, que estimou que a taxa de pobreza havia aumentado para 45% em 2020.

## Pobreza infantil
Como em todas as famílias, aqueles com filhos sofrem desproporcionalmente mais com a pobreza. Os filhos geralmente nascem de pais jovens com renda limitada. Os benefícios de parto na Ucrânia diminuíram a taxa de pobreza entre seus beneficiários de 66,4% para 59,9%. O pagamento mensal não foi revisado desde 2014 e é metade do valor do nível de subsistência oficialmente aprovado.

## Distribuição regional
A análise da pobreza foi conduzida usando os dados da pesquisa domiciliar para 2001 fornecidos pelo Derzhkomstat. Em 2001, 32,7% da população vivia com menos de 150 UAH  per capita por mês. Em 2002, esse número caiu para 26%, levando em consideração a introdução de um Índice de Preços ao Consumidor em 2002.